# Order Obojga Sycylii
Order Królewski Obojga Sycylii pot. Krzyż Neapolitański (fr. Ordre Royal des Deux-Siciles, wł. Ordine reale delle Due Sicilie) – odznaczenie Królestwa Neapolu, ustanowione przez Józefa Bonaparte, nieco zmieniony przez jego następcę Joachima I Napoleona (Murata), nadawane w latach 1808-1819. Zastąpione przez Ferdynanda IV Burbona, późniejszego króla Obojga Sycylii, nowym Orderem Wojskowym św. Jerzego od Połączenia, którego insygnia wręczono wszystkim żyjącym odznaczonym wcześniejszym orderem, który ci musieli zwrócić.

## Podział na klasy
Podzielony był na trzy klasy, z limitem osób odznaczonych od 1 sierpnia 1808:
- I klasa – Dygnitarz (Dignitari) – 50 osób, noszony na wielkiej wstędze lub łańcuchu z gwiazdą
- II klasa – Komandor (Commendatore) – 100 nadań, wieszany na wstędze na szyi
- III klasa – Kawaler (Cavaliere) – 650 osób[1], przypinany na wstążce do lewej piersi

|         |          |           |
| Kawaler | Komandor | Dygnitarz |

## Odznaczeni
Spośród Polaków order otrzymali:
I klasę – Dygnitarze
ks. Józef Poniatowski (1809), ks. Antoni Paweł Sułkowski (1813), gen. Aleksander Rożniecki, hr. Stanisław Kostka Zamoyski (1810)
II klasę – Komandorzy
gen. Józef Benedykt Łączyński (1814)
III klasę – Kawalerowie
mjr Aleksander Alfonce (1813),
mjr Józef Axamitowski (1813),
Paweł Biały,
kpt. Aleksander Błędowski,
kpt. Jan Belke,
szef szw. Stanisław Denhoff (1815),
gen. Hipolit Falkowski (1814),
Edward Gierałdowski (1813),
gen. Maurycy Hauke,
por. Józef Jankowski,
szef szw. Jan Paweł Jerzmanowski,
por. Adam Kasperowski,
por. Jan Kicki,
kpt. Ludwik Kicki (1814),
gen. Izydor Krasiński,
gen. Józef Antoni Kossakowski (1813),
płk Józef Dominik Kossakowski (1813),
gen. Jan Krukowiecki (1814),
kpt. Dominik Kwiatkowski,
kpt. Jakub Walenty Lewiński (1813),
kpt. Wojciech Jerzy Lipowski (1815),
gen. Karol Morawski (1814),
gen. Józef Niemojewski (1814),
płk Józef Nowicki (1814),
płk Aleksander Oborski (1814),
por. Tadeusz Ostrowski,
por. Artur Potocki,
por. Józef Radzimiński (1813),
płk Jakub Redel (1813),
szef szw. Jan Chryzostom Schwerin (1814),
kpt. Wacław Sierakowski (1814),
płk Maciej Straszewski,
szef szw. Wincenty Szeptycki,
mjr Pantaleon Świdziński,
płk Marcin Amor Tarnowski,
gen. Józef Toliński (1812),
szef szw. Stanisław Dunin Wąsowicz (1813),
gen. Edward Żółtowski (1814).